# Monolena primuliflora
Monolena primuliflora är en tvåhjärtbladig växtart som beskrevs av Joseph Dalton Hooker. Monolena primuliflora ingår i släktet Monolena och familjen Melastomataceae. Inga underarter finns listade i Catalogue of Life.